# Kelenföld autóbusz-állomás
A Kelenföldi autóbusz-állomás egy budapesti helyközi autóbusz-állomás, melyet a Volánbusz üzemeltet. Az állomásról induló buszok 734, 735 Érd  767 Etyek, 722 Pusztazámor, 799 Piliscsaba 762 Sóskút, 689 Szigethalom felé közlekednek. Egyes járatok érintik a Kelenföldi autóbuszgarázst is. Az 1999-ben megnyílt új terminál nagyrészt a Kosztolányi Dezső tér mellett 1963-ban átadott Bukarest utcai pályaudvar forgalmát vette át, amelynek felhagyott épületében 2005-ben kávézó nyílt.

## Megközelítése tömegközlekedéssel
- Metró:
- Villamos:  1, 19, 49
- Autóbusz:  8E, 40, 40B, 40E, 53, 58, 87, 87A, 88, 88A, 101B, 101E, 108E, 141, 150, 150B, 153, 154, 172, 173, 187, 188, 188E, 250, 250B, 251, 251A, 251E, 272
- Éjszakai busz:  901, 907, 908
- Elővárosi busz:  689, 691, 710, 712, 715, 720, 722, 724, 725, 727, 731, 732, 734, 735, 736, 760, 762, 763, 764, 767, 770, 774, 775, 778, 779, 798, 799
- Vasút:   S10   G10   S12   S30   G30   Z30   S34   S35   S36   S40   G40   Z40   S42   Z42   G43   G44  IC, EC, EN, sebesvonat, gyorsvonat, expresszvonat, ,